# Taharqa
Taharqa, auch Taharka, Taharqo, Tiharka oder Tarakos, war der 5. Pharao (König) der kuschitischen 25. Dynastie in Ägypten. Seine Regierungszeit ist von 690–664 v. Chr. anzusetzen. Er ist der Nachfolger von Schebitko und Sohn des Pije und der Abale. Die Schwestergemahlinnen von Taharqa sind unter anderem Tekahatamani, Naparaja, Tabaketenamun, Atakhebaskeñ. Söhne von Taharqa sind Nisuonuris, ein Prinz Nesschutefnut und Atlanersa, der Begründer der Dynastie von Napata. Als Töchter sind bekannt Amenirdis II., Jeturow (Gemahlin des Atlanersa) und Peltaseñ. Sein Nachfolger als letzter kuschitischer Herrscher Ägyptens wird Tanotamun.

## Leben
Die Politik von Taharqa ist maßgeblich bestimmt vom Kampf gegen Assyrien unter seinem König Asarhaddon. Dieser Kampf endet mit der Eroberung Ägyptens durch die Assyrer.
Aus einer Inschrift von Taharqa geht die Höhe der Nilschwemme hervor. In seinem sechsten Regierungsjahr erreichte der Nil in Theben mit etwas mehr als 21 Ellen (10,5 Meter) den höchsten Stand, der zwischen 950 und 650 v. Chr. gemessen wurde, im Vergleich zum Durchschnitt der Nilfluten im Alten Ägypten jedoch ein Normalwert im oberen Bereich. So erreichte beispielsweise die Nilschwemme unter Ramses X. einen höheren Pegelstand.
Außerdem geht aus dem Bericht ein Besuch der Mutter von Taharqa in Memphis hervor. Nachträglich wird die Erwählung von Taharqa durch Schebitko (nach anderer Meinung dessen Sturz) und seine Thronbesteigung nach dem Tod von Schebitko mitgeteilt. Ebenso wird der Auftrag Amuns zur Unterwerfung aller Länder erwähnt (Flut und Thronbesteigung auch auf Gedenkskarabäen festgehalten). Der hohe Leistungsstand des Heeres wird auf der 1977 gefundenen sogenannten Laufstele erwähnt. Dort wird von einem Lauf der Soldaten von Memphis ins Fayyum und zurück und der Inspektion der Truppen von Taharqa berichtet.
Der Grund für das Vorgehen von Assyrien gegen Taharqa bildet dessen antiassyrische Politik in Palästina zur Zeit des Sanherib. Assyrien wollte die Herrschaft der Kuschiten in Ägypten deshalb beenden. Vorerst wurden nur von Assyrien abgefallene und zu Ägypten übergelaufene Städte angegriffen und erobert. Schließlich griff Assyrien unter Asarhaddon im Februar 673 v. Chr. Ägypten direkt an, um die Unterstützung des kuschitischen Ägyptens für den palästinensischen Widerstand zu brechen. Der Angriff wurde von Taharqa zurückgeschlagen.
671 v. Chr. belagerte Asarhaddon erst Tyros, dessen König Baal zu Taharqa übergelaufen war, und führte dann am 16./29. Juni und 1. Juli drei siegreiche offene Feldschlachten gegen das ägyptische Heer. Nach der dritten Schlacht wurde am 5. Juli Memphis eingenommen. Taharqa floh daraufhin, sein Sohn Nisuonuris und ein Bruder wurden von den Assyrern gefangen genommen.
Nachdem Asarhaddon wieder abgezogen war, ergriff Taharqa erneut die Macht. Asarhaddon zog 669 v. Chr. daraufhin zum zweiten Mal gegen Ägypten, starb aber auf dem Weg dorthin. 667/666 v. Chr. schlug der Nachfolger von Asarhaddon, Assurbanipal, das ägyptische Heer und unterwarf Ägypten bis nach Theben. Zunächst wurde die assyrische Oberhoheit von den ägyptischen Fürsten anerkannt. Dann verbündeten sie sich aber mit Taharqa. Nachdem die Abfallsbewegung aufgedeckt worden war, wurden die beteiligten Fürsten nach Ninive deportiert und hingerichtet (weitere Hinrichtungen in Sais, Mendes und Pelusium oder Tanis).
Nur Necho von Sais, der von den Assyrern noch gebraucht wurde, blieb verschont und wurde zudem in seiner Herrschaft bestätigt. Der Sohn Nechos wurde unter dem Namen Nabu-šēzibani (Psammetich I.) in Athribis als Gaufürst eingesetzt. Die Zeit des assyrischen Vorstoßes war eine Zeit der Unruhen und Rebellion in Ägypten. Aus der Inschrift einer Serapeum-Stele geht hervor, dass im 26. Regierungsjahr Taharqas am 4. Septembergreg. (9. Peret IV) 666 v. Chr. jener Apis-Stier geboren wurde, der am 7. Januargreg. (20. Schemu IV) 644 v. Chr. im 20. Regierungsjahr Psammetichs I. starb.

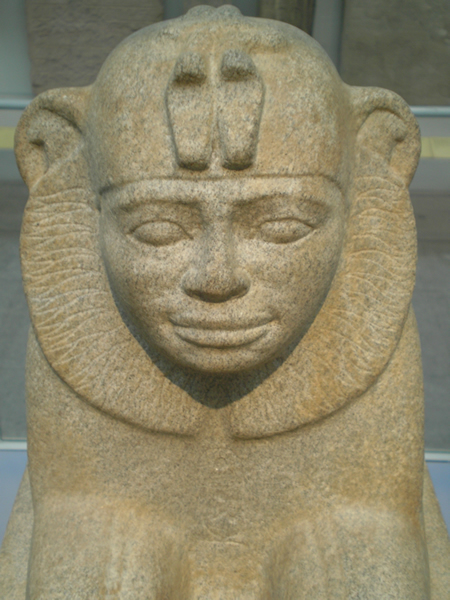
Sphinx des Taharqa (British Museum)
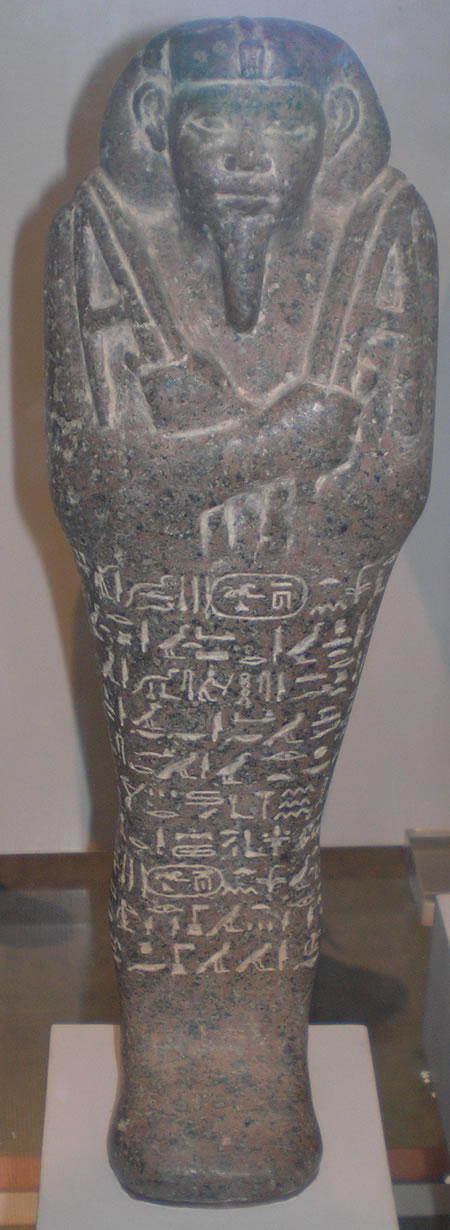
Uschebti des Taharqa (British Museum)
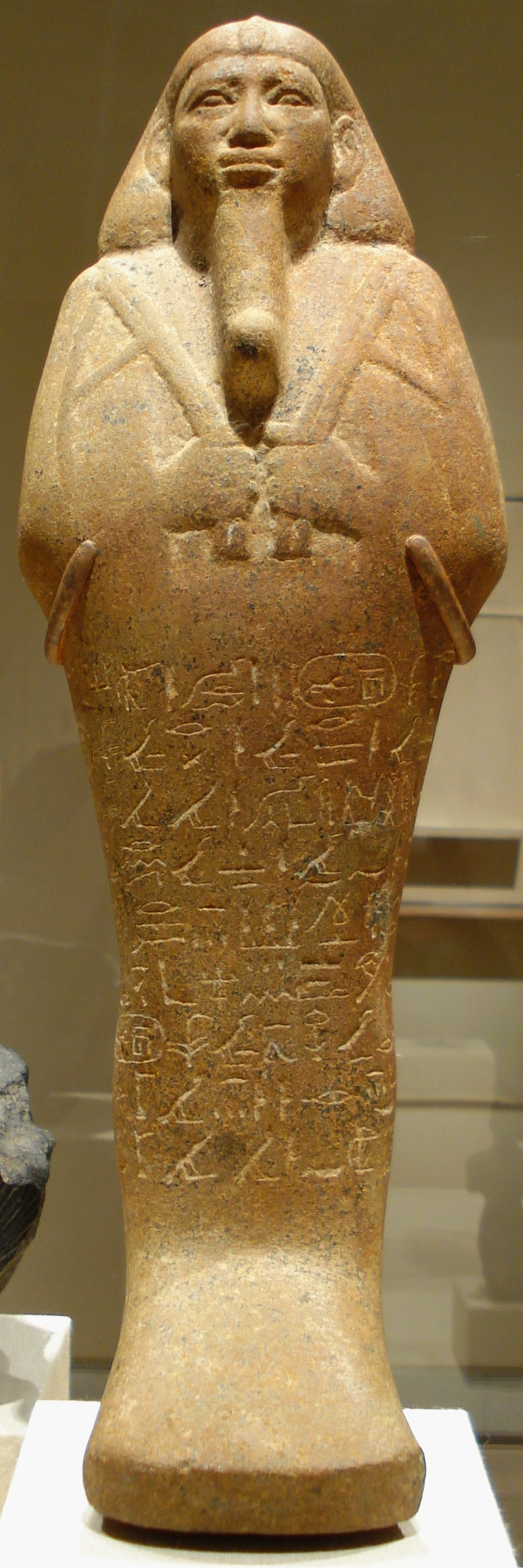
Uschebti des Taharqa

## Bautätigkeit
Seine Bautätigkeit ist die umfangreichste seit der des Neuen Reiches. Sie reicht vom Sudan bis ins Nildelta. Die wichtigsten Stätten und Denkmäler sind:
Gebel Barkal (Bautätigkeit am großen Amuntempel von Napata und Tempel von Mut; Felsabbruch mit gigantischen Königsfiguren?), Sanam (Amun-Re-Tempel), Kawa (Vollendung des Tempels von Tutanchamun und Bau des Amun-Tempels mit Prozessionsstraße, Pylon und Widderstatuen; Hypostylsaal mit Kapelle im Nordosten), Tabo (Insel Argo; Tempel), Semna-Ost (Ziegeltempel; Barkenuntersatz; Verehrung des vergöttlichten Sesostris III.), Buhen (Reliefs, Säulen und Kapelle des Südtempels), Gezira-Dabarosa und Faras (Blöcke), Qasr Ibrim (Tempel), Bab Kalabscha (Inschriften des 19. Jahres), Philae (Blöcke und Barkenuntersatz des Amun von Takompso), Elkab (Amulett), Hefat/Asfun-Matana (Stele; Bronzestatue Taharqas vor dem Falkengott Hemen).
Karnak war ein Zentrum der Aktivitäten von Taharqa: Rampe und Gebäude Taharqas zum Schöpfen des Wassers am Neujahrsfest; sog. Kiosk vor dem 2. Pylon (und ähnliche Bauten im Norden, Süden, Osten); Gründungsdepots am Eingang zum Monthtempel, Fassade des Harpre-Rettaui-Tempels, östlichste Kapelle der Südmauer des Monthbezirks; Kapelle für Osiris-Herrn-der-Ewigkeit mit Schepenupet II., Tordurchgänge zum 2. und 10. Pylon, Inschrift im Hof vor dem 6. Pylon, Bau des Taharqa beim Heiligen See; im Süden des Tempelbezirks Kapelle Taharqas und Tanotamuns für Osiris-Ptah-Herrn-des-Lebens, Tor im Bezirk des Mut-Tempels, verschiedene Blöcke von weiteren Bauten Taharqas. Im Vorhof des Luxortempels errichtet Taharqa eine Kapelle. Auf der thebanischen Westseite baut Taharqa in Medinet Habu (Umfassungsmauer des Kleinen Tempels, Vollendung der Dekoration des Pylons).
Nördlich von Theben bis ins Delta sind Tätigkeiten Taharqas dagegen schlecht belegt. Qus (Granitlöwe), Memphis (u. a. Heiligtum für Amun-Re-der-dem-Tempel-vorsteht), Bronzetür (aus Sais), Serapeum-Stelen [u. a. Jahr 26], Athribis (Heiligtum), Tanis (Statue). Eine Stele aus Kawa erwähnt die Umsiedelung libyscher Prinzen und Einwohnern Bahrijas nach Nubien.
Auch die Königsplastik Taharqas ist gut bezeugt (Kolossalstatue von Gebel Barkal; Granitkopf Kairo; Statuen aus Karnak, Kawa und Tanis, Sphinx des Tahaqa aus Kawa).
Wo Taharqa bestattet wurde, konnte bislang nicht endgültig geklärt werden. In seiner Pyramide, die nicht mehr in El-Kurru, sondern in Nuri liegt, fanden sich keine Spuren eines Begräbnisses, außer 1070 Uschebtis. Ein Pyramidengrab im Westfriedhof von Sedeinga enthielt (vermutlich wiederverwertete) Blöcke des Taharqa sowie die Überreste eines etwa 50 Jahre alten Mannes.

## Bibel
Pharao Taharqa wird im Alten Testament der Bibel mehrfach erwähnt. Im Zweiten Buch der Könige im 19. Kapitel, Vers 9 findet der Konflikt zwischen dem assyrischen König und Taharqa Erwähnung:
,,Der König von Assyrien hatte nämlich gehört über Tirhaka (=Taharqa), den König von Kusch: Siehe, er ist ausgezogen, mit dir zu kämpfen" (2. Könige 19,9 ).
Auch im Buch Jesaja wird Taharqa im 9. Vers des 37. Kapitels im selben Zusammenhang erwähnt (Jesaja 37,9 ).